# 朝鮮の地方
朝鮮の地方（ちょうせんのちほう、朝鮮語: 지방 チバン）は、行政区画とは別に、歴史的・地理的・文化的なまとまりを指すのに用いられる伝統的な地域（地区）名称である。
伝統的な行政区画であった朝鮮八道の区分けと重なることが多い。現在は韓国の、関東・京畿・湖西・湖南・嶺南地方を除いて使われることは少なくなっている。また、八道の名も地方名として利用される（例：慶尚道地方）。なお、韓国の、済州特別自治道は単独で済州地方として使われている。

## 伝統的な地方名称一覧
| 地方                      | 八道、1特別自治道 | 備考 | 用例       |
| ------------------------- | ----------------- | --- | ---------- |
| 海西（ヘソ / 해서）       | 黄海道            | |            |
| 関西（クァンソ / 관서）   | 平安道            | 「西北地方」とも呼ばれる。かつて江原道と咸鏡道の境界であった鉄嶺（チョルリョン/철령、現在は北朝鮮領江原道の高山郡と淮陽郡の間）よりも西にある地方を指す。 | 関西八景   |
| 関東（クァンドン / 관동） | 江原道            | 鉄嶺よりも東にある地方を指す。 | 関東八景   |
| 関南（クァンナム / 관남） | 咸鏡道南部        | 鉄嶺よりも南にある地方を指す。 |            |
| 関北（クァンブク / 관북） | 咸鏡道            | 鉄嶺よりも北にある地方を指す。咸鏡道北部（咸鏡北道）を指す事もある。                                                                                      |            |
| 畿湖（キホ / 기호）       | 京畿道 忠清道     | 京畿地方と湖西地方を合わせた名称。 京畿道と黄海道南部・忠清南道北部を指す事もある。                                                                       | 畿湖学派   |
| 京畿（キョンギ / 경기）   | 京畿道            | 首都ソウルの近郊の意味。現代的に「首都圏」とも言う。 |            |
| 湖西（ホソ / 호서）       | 忠清道            | 錦江 (別名「湖江」) より西の地方を指す。 |            |
| 湖南（ホナム / 호남）     | 全羅道            | 錦江 (別名「湖江」) より南の地方を指す。 | 湖南線     |
| 嶺西（ヨンソ / 영서）     | 江原道西部        | 太白山脈西側、春川市・原州市等のある地域。大関嶺より西の地方を指す。                                                                                      |            |
| 嶺東（ヨンドン / 영동）   | 江原道東部        | 太白山脈東側、江陵市・束草市等のある地域。大関嶺より東の地方を指す。                                                                                      | 嶺東方言   |
| 嶺南（ヨンナム / 영남）   | 慶尚道            | 太白山脈南側。大関嶺より南の地方を指す。 | 嶺南大学校 |
| 済州（チェジュ）          | 済州特別自治道    | |            |